# Partido Socialista (Panamá)
El Partido Socialista fue un partido político panameño de izquierda fundado en 1933 por intelectuales y trabajadores que se separaron del Partido Liberal y rechazaban unirse al Partido Comunista.
El partido fue fundado por Demetrio Augusto Porras, hijo del presidente Belisario Porras, y tomó el nombre de Partido Socialista Marxista, aunque luego fue retirado el carácter marxista en el nombre por su oposición conservadora. En 1935 recibió apoyo de pequeños grupos trostkistas liderados por Diógenes de la Rosa.
En la década de 1930, Porras recibió apoyo de trabajadores de la capital y grupos afropanameños, convirtiéndose en una fuerza emergente en la política panameña, rivalizando con el Partido Comunista por el control de las fuerzas obreras. A pesar de ello, los socialistas fallaron en controlar propiamente los sindicatos obreros.
En 1940, grupos que estaban bajo la influencia socialista y comunista crearon la Organización Sindical y en 1945 tras un congreso crearon la Federación Sindical de Trabajadores de Panamá, pero la unión duró hasta 1948, cuando los socialistas perdieron el control de la federación y crearon la Unión General de Trabajadores, de tendencia socialista.
En las elecciones de 1936 el Partido Socialista se unió a la alianza Frente Popular de Domingo Díaz Arosemena y logró un diputado en la Asamblea Nacional. En las elecciones de 1940 vuelve a formar parte de la alianza Frente Popular con Ricardo J. Alfaro como candidato, aunque no obtuvo diputados. Luego de las elecciones, en las que Arnulfo Arias fue vencedor, los líderes socialistas conspiraron para derrocarlo, pero al fallar el golpe Porras y José Brouwer, dos de los líderes del partido, debieron exiliarse a Chile.
Con el derrocamiento de Arias en 1941, los socialistas tuvieron un puesto dentro del gabinete de Ricardo Adolfo de la Guardia y Porras fue nombrado embajador de Panamá en Londres hasta 1948. En las elecciones de 1945, a pesar de la ausencia de Porras, obtuvieron dos escaños en la Asamblea Nacional, de parte de José Brouwer y Diógenes de la Rosa, quien fue crítico del imperialismo y lideró las protestas de alquileres. En ese momento, ambos diputados propugnaron por las libertades sindicales (que fueron incluidas en la Constitución), y fueron artífices del Código de Trabajo, leyes educativas y normas sobre la autonomía universitaria.
En las elecciones de 1948 el Partido Socialista participó de manera independiente postulando a Demetrio Porras como candidato presidencial, sin embargo sólo obtienen 3075 votos (1,55% del total) y pierden la representación en la Asamblea Nacional, por lo que el partido perdió el reconocimiento por el Tribunal Electoral.
El partido no recuperaría su condición de partido reconocido hasta en la década de 1950, sin embargo, el partido comenzó a tener presiones de otros grupos políticos. Los socialistas acusaron a los "rabiblancos" (la oligarquía descendiente de los españoles) de controlar el poder político y económico del país. En las elecciones de 1952 el partido se unió a la Alianza Cívica de Roberto F. Chiari, logrando un diputado en la Asamblea Nacional. Sin embargo, el partido fue prohibido en participar electoralmente en 1953 por su postura radical, adicionalmente los servicios de inteligencia de Estados Unidos consideraban al Partido Socialista como "orientado al marxismo".
Fue durante la década de 1950 en la que Manuel Antonio Noriega se unió al ala juvenil del Partido Socialista y participó políticamente publicando poemas nacionalistas y artículos criticando la presencia estadounidense en la Zona del Canal de Panamá. A pesar de ello, Noriega nunca se interesó en tomar el liderazgo del partido.
El Partido Socialista nuevamente es aceptado como partido registrado en 1961, sin embargo, había perdido mucho de su poder político al momento de su fundación y había perdido apoyo sindical., Además, Demetrio Porras había renunciado a la dirección del partido cuando fue nombrado magistrado de la Corte Suprema de Justicia en 1961. Carlos Iván Zúñiga, líder del ala radical, asume el liderazgo del partido.
En las elecciones de 1964, el partido sufrió una división, en donde el líder campesino Florencio Harris se postuló como candidato presidencial, pero un grupo liderado por el entonces presidente del partido Ismael Sánchez, decide retirar el apoyo a Harris y se adhirieron a la Unión Nacional de Oposición de Marco Aurelio Robles, que ganó. Harris sólo obtuvo 4374 votos (1,33% del total) pero el partido obtuvo un escaño en la Asamblea Nacional.
Luego de dichas elecciones no hubo participación del Partido Socialista y con el golpe de Estado de 1968, los socialistas se convirtieron en duros críticos del régimen militar de Omar Torrijos y por el papel de los comunistas en apoyar dicho régimen.